# Île de Cappa
L'île de Cappa (italien : Isola della Cappa) ou rocher de Cappa (italien : scoglio della Cappa), est une île mineure de l'archipel toscan, située dans les eaux de la mer Tyrrhénienne à une courte distance de la côte ouest de l'île de Giglio, dans la province de Grosseto.

## Description
Elle fait partie du parc national de l'archipel toscan. Sa morphologie est rugueuse, avec une forme approximativement triangulaire vers le nord et en surplomb vers l'est ; le haut de l'îlot est couvert de garrigue.
Les fonds marins environnants, peuplés de posidonies et où il n'est pas difficile d'observer des hippocampes, sont un site de plongée sous-marine apprécié.

### Sources de traduction
- (it) Cet article est partiellement ou en totalité issu de l’article de Wikipédia en italien intitulé « Isola della Cappa » (voir la liste des auteurs).